# 丁巳約条
丁巳約条（ていしやくじょう）とは、1557年（明宗10年/弘治3年）に朝鮮王朝と対馬の宗氏の間で合意された来航者取締規則のこと。明治の日本の朝鮮進出後には弘治条約との言い換えがなされた。
三浦の乱後の1512年に結ばれた壬申約条（永正条約）で宗氏に対して貿易再開と引換に過酷な要求を認めさせた朝鮮王朝であったが、1544年に発生した蛇梁倭変によって、日本と朝鮮王朝との通交は再度断絶、1547年には更に過酷な丁未約条（天文条約）が結ばれた。
1555年に発生した達梁倭変により全羅道を中心とした沿岸部で大打撃を受けた朝鮮王朝側は、宗氏に対して倭寇の禁圧に強く要望し、一方貿易再開を目指す宗氏も倭寇の討伐を行って貿易再開と壬申約条・丁未約条からの条件緩和を求めていた。1556年に日本国王使を派遣して行なった交渉によって、翌年の4月に丁巳約条が締結され、倭寇の取締と引換に宗氏の歳遣船を年25隻から30隻に増やされた。
以後、豊臣秀吉の朝鮮出兵までこの約条が朝鮮王朝と対馬との関係を規定することになる。